# لوچیناسکو
لوچیناسکو (به ایتالیایی: Lucinasco) یک کومونه در ایتالیا است که در استان ایمپریا واقع شده‌است.

## خصوصیات
لوچیناسکو ۸٫۲ کیلومترمربع مساحت و ۲۶۸ نفر جمعیت دارد و ۴۹۹ متر بالاتر از سطح دریا واقع شده‌است.